# Dodici fantasie per clavicembalo
Con l'espressione dodici fantasie per clavicembalo HWV deest ci si riferisce a una raccolta di composizioni la cui paternità è attribuita a Georg Friedrich Händel.

## Storia
Le dodici fantasie vennero pubblicate nel 1942 col titolo Zwölf Fantasien und vier Stücke für Cembalo insieme alla sonata in do HWV 577. Benché i pezzi, in molti punti, ricordino lo stile di Händel, le composizioni sono ora considerate di dubbia attribuzione e non hanno un numero di catalogo HWV.
Se di Händel, si tratta di pezzi sicuramente composti in gioventù, prima del viaggio in Italia e forse addirittura prima del periodo amburghese.

## Struttura
- Fantasia num. 1 in do maggiore.

-Fantasia num. 1 in do maggiore, La sala del cembalo del Caro Sassone, Ferdinando De Luca, clavicembalo
- Fantasia num. 2 in la minore.

-Fantasia num. 2 in la minore, La sala del cembalo del Caro Sassone, Ferdinando De Luca, clavicembalo
- Fantasia num. 3 in do maggiore.

-Fantasia num. 3 in do maggiore, La sala del cembalo del Caro Sassone, Ferdinando De Luca, clavicembalo
- Fantasia num. 4 in fa maggiore.

-Fantasia num. 4 in fa maggiore, La sala del cembalo del Caro Sassone, Ferdinando De Luca, clavicembalo
- Fantasia num. 5 in re minore.

-Fantasia num. 5 in re minore, La sala del cembalo del Caro Sassone, Ferdinando De Luca, clavicembalo
- Fantasia num. 6 in si bemolle maggiore.

-Fantasia num. 6 in si bemolle maggiore, La sala del cembalo del Caro Sassone, Ferdinando De Luca, clavicembalo
- Fantasia num. 7 in mi minore.

-Fantasia num. 7 in mi minore, La sala del cembalo del Caro Sassone, Ferdinando De Luca, clavicembalo
- Fantasia num. 8 in sol minore.

-Fantasia num. 8 in sol minore, La sala del cembalo del Caro Sassone, Ferdinando De Luca, clavicembalo
- Fantasia num. 9 in la maggiore.

-Fantasia num. 9 in la maggiore, La sala del cembalo del Caro Sassone, Ferdinando De Luca, clavicembalo
- Fantasia num.10 in sol maggiore.

-Fantasia num.10 in sol maggiore, La sala del cembalo del Caro Sassone, Ferdinando De Luca, clavicembalo
- Fantasia num.11 in mi maggiore.

-Fantasia num.11 in mi maggiore, La sala del cembalo del Caro Sassone, Ferdinando De Luca, clavicembalo
- Fantasia num.12 in do minore.

-Fantasia num.12 in do minore, La sala del cembalo del Caro Sassone, Ferdinando De Luca, clavicembalo